# Орлов, Фёдор Михайлович

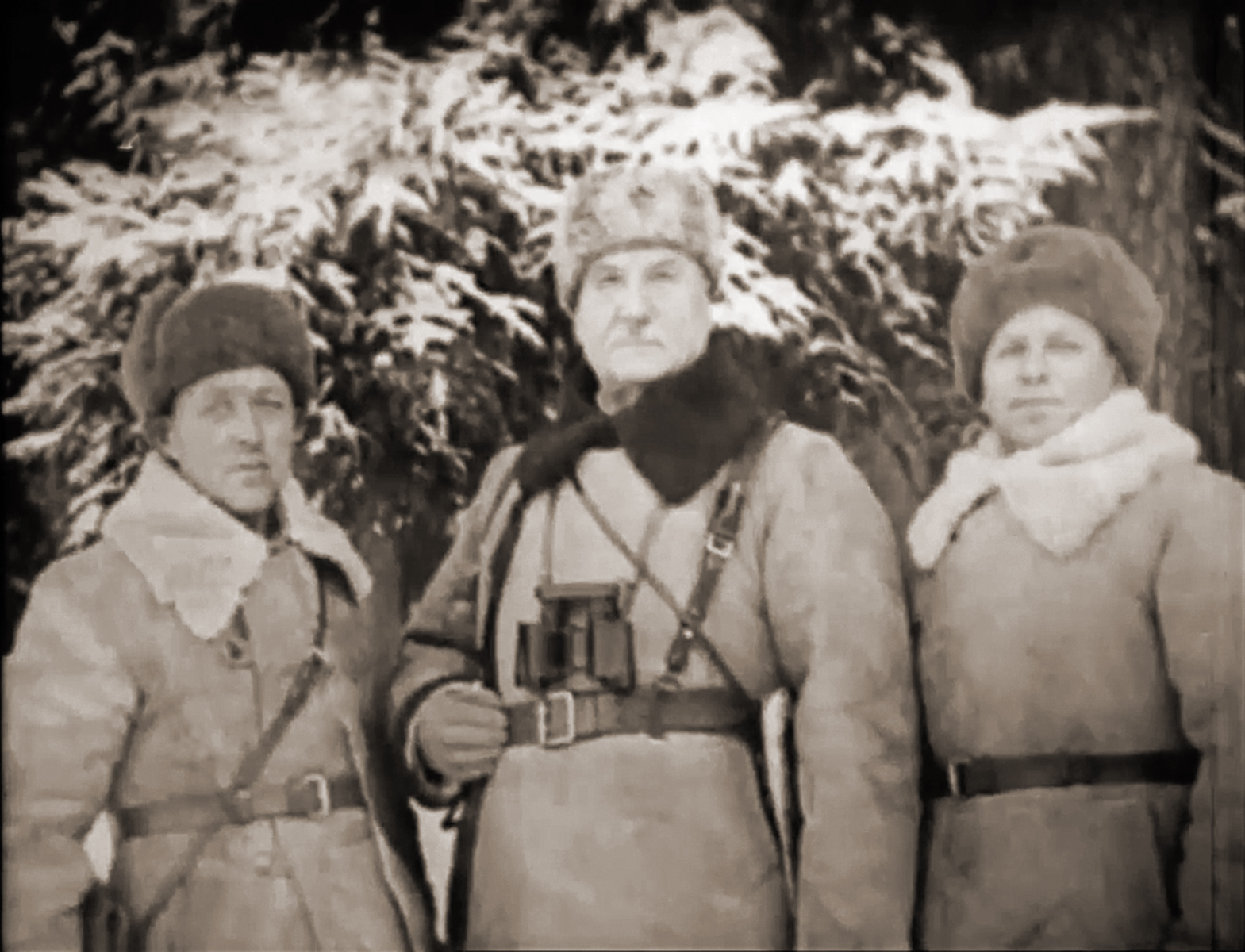
Командир 160-й стрелковой дивизии Ф. М. Орлов с боевыми товарищами, зима 1941—1942 гг.

Фёдор Миха́йлович Орло́в (при рождении Циунчик Феофи́л Миха́йлович, в документах 1919—1920 гг. Циунчик-Орлов; июль 1878, Тетеревка, Гродненская губерния — 28 декабря 1953, Москва) — советский военачальник, участник четырех войн: Русско-японской, Первой мировой, Гражданской и Великой Отечественной. В период становления РККА по служебному положению относился к высшему командному составу: командовал бригадой, округом, армией. В конце 20-х и в середине 30-х годов XX в. из-за полученных ранений тяжело болел, состоял в резерве РККА, затем в запасе. С первых дней Великой Отечественной войны в 63-летнем возрасте пошел воевать добровольцем в народное ополчение. Руководил восстановлением попавшей в Вяземский котел 160-й стрелковой дивизии, которую возглавлял до своего очередного тяжелого ранения в конце января 1942 года.
Вместе с женой Марией Иосифовной воспитал троих сыновей и дочь, все дети стали офицерами и воевали на фронте. Старший и младший сын погибли в боях. Младшему сыну присвоено звание Героя Советского Союза (посмертно). Жена все сбережения семьи отдала государству на постройку танка.

## Биография
Фёдор Михайлович родился в Тетеревке Гродненской губернии в июле 1878 года. Отец — крестьянин-бедняк. До 1899 года батрачил у помещиков и работал чернорабочим на железной дороге. В 1899 года был призван на действительную военную службу в Уланский Её Величества лейб-гвардии полк в Новый Петергоф. В 1900 году окончил учебную команду полка и произведён в унтер-офицеры. В составе 23-й артиллерийской бригады принимал участие в Русско-японской войне. В составе отряда генерала П. И. Мищенко участвовал в сражении при Сандепу и в Мукденском сражении. С февраля 1905 года был делопроизводителем в Новгородском запасном полку, затем уволился со службы. С октября 1908 года служил в городской полиции Петергофа городовым и околоточным.
В марте 1915 года вторично призван в Русскую императорскую армию, служил в запасном кавалерийском эскадроне в Новгороде. С мая 1915 года вновь служил в Уланском Её Величества лейб-гвардии полку, в составе которого воевал на Северном фронте Первой мировой войны. Был командиром разведывательного взвода. В июле 1916 года был тяжело ранен, лечился в госпитале в Гатчине. С января 1917 года служил в отдельной автоколонне Северного фронта.

## Советское время
В июле 1917 года приехал с фронта в Петроград и вступил в отряд Красной Гвардии Выборгского района. В сентябре 1917 года направлен в Екатеринодар для организации красногвардейских отрядов. Уже зимой и весной 1918 года воевал с своим отрядом против казачьих отрядов генерала П. Н. Краснова на Дону, затем против Добровольческой армии на Кубани.
Летом 1918 года зачислен в Красную Армию. С июля 1918 года — комиссар Кубанских войск Северо-Восточного фронта Красной Армии Северного Кавказа. С августа 1918 — командир кавалерийской бригады 1-й Стальной дивизии Царицынского фронта. С ноября 1918 — заместитель начальника штаба Южного фронта по формированию украинских советских войск и одновременно командир смешанной бригады на Киевском направлении. С апреля 1919 года — начальник штаба отдельного отряда А. Я. Пархоменко. С июня 1919 — командующий группой войск Екатеринославского направления. В июле был ранен.
С ноября 1919 года — Нижегородский губернский военный комиссар. С мая 1920 — Донской областной военный комиссар и командующий войсками Донской области в Новочеркасске. За боевые отличия и подвиги он неоднократно награждался ценными подарками, в числе их — золотым именным портсигаром. В 1920 году Фёдор Михайлович Орлов награждён первым орденом Красного Знамени.
С августа 1920 года Фёдор Михайлович был командующим войсками Украинской запасной армии и одновременно он временно исполнял должность командующего Харьковским военным округом, а с февраля 1921 года вступил в должность командующего Харьковским военным округом. С мая 1923 года служил помощником командующего войсками Украины и Крыма, одновременно был начальником военизированной милиции и вооружённой охраны в Харькове.
С 1924 года по состоянию здоровья (в годы Гражданской войны Орлов получил 24 ранения и контузии) находился в резерве РККА. В октябре 1927 года уволен в запас.
В октябре 1931 года восстановлен в РККА, назначен заместителем начальника Особого конструкторского бюро отдела военно-технической пропаганды Технического штаба начальника вооружений РККА (Москва). С 1933 года — помощник и заместитель конструкторского бюро Управления боевой подготовки РККА (Ленинград). В январе 1935 года перенес инсульт, и по болезни был уволен из рядов Красной Армии.
С июля 1938 по 1941 год — заместитель начальника 7-го отдела завода № 1 Главного артиллерийского управления РККА.

## Великая Отечественная война
К началу Великой Отечественной войны Федору Михайловичу Орлову было 63 года и он не подлежал мобилизации. Однако, в первый же день войны Федор Михайлович подал письменное заявление на имя руководителей страны В. М. Молотова (как отмечено в заявлении — знающего лично) и С. К. Тимошенко.
Зам. Председателя Совнаркома Союза ССР товарищу Вячеславу Михайловичу МОЛОТОВУ
копия – Наркому Обороны Союза ССР маршалу и герою товарищу ТИМОШЕНКО Семену Константиновичу
ЗАЯВЛЕНИЕ
...Хотя я имею 63 года и долгое время был болен, но теперь я чувствую себя бодрым и здоровым, а потому я НАСТОЙЧИВО прошу вас дорогой Вячеслав Михайлович, а также и Вас дорогой Нарком товарищ ТИМОШЕНКО принять меня немедленно в ряды Красной Армии добровольно и использовать по Вашему усмотрению, или дать мне разрешение отправиться в передовые ряды фронта, где готов отдать не только свою кровь, но и свою жизнь за нашу партию, за наше Советское Правительство и за нашего родного товарища СТАЛИНА...22/VI-1941 г.			(подпись) Ф.М. ОРЛОВ
В начале июля 1941 года в Москве начали формировать дивизии народного ополчения. Фёдор Михайлович прибыл на призывной пункт Дзержинского района столицы, где проходил набор в 6-ю ополченческую дивизию. «По возрасту Федор Михайлович не подходил даже в ополчение, но он просил, настаивал, требовал, и его просьбу пришлось удовлетворить». От направления в штаб дивизии Федор Михайлович категорически отказался и его назначили командиром 5-й роты в 16-й стрелковый ополченческий полк. 6-я Московская стрелковая дивизия народного ополчения была включена в состав 24-й армии Резервного фронта и с 30-го августа участвовала в Ельнинской наступательной операции.
Участвовал в боях под Ельней, получил два ранения, контузию, но остался в строю.

26 сентября дивизию переименовали в 160-ю стрелковую дивизию. В конце сентября Ф. М. Орлов с группой ополченцев был командирован в Москву для получения оружия и боеприпасов. Вернуться назад под Ельню он уже не смог: его 160-я дивизия в начале октября оказалась в Вяземском котле.

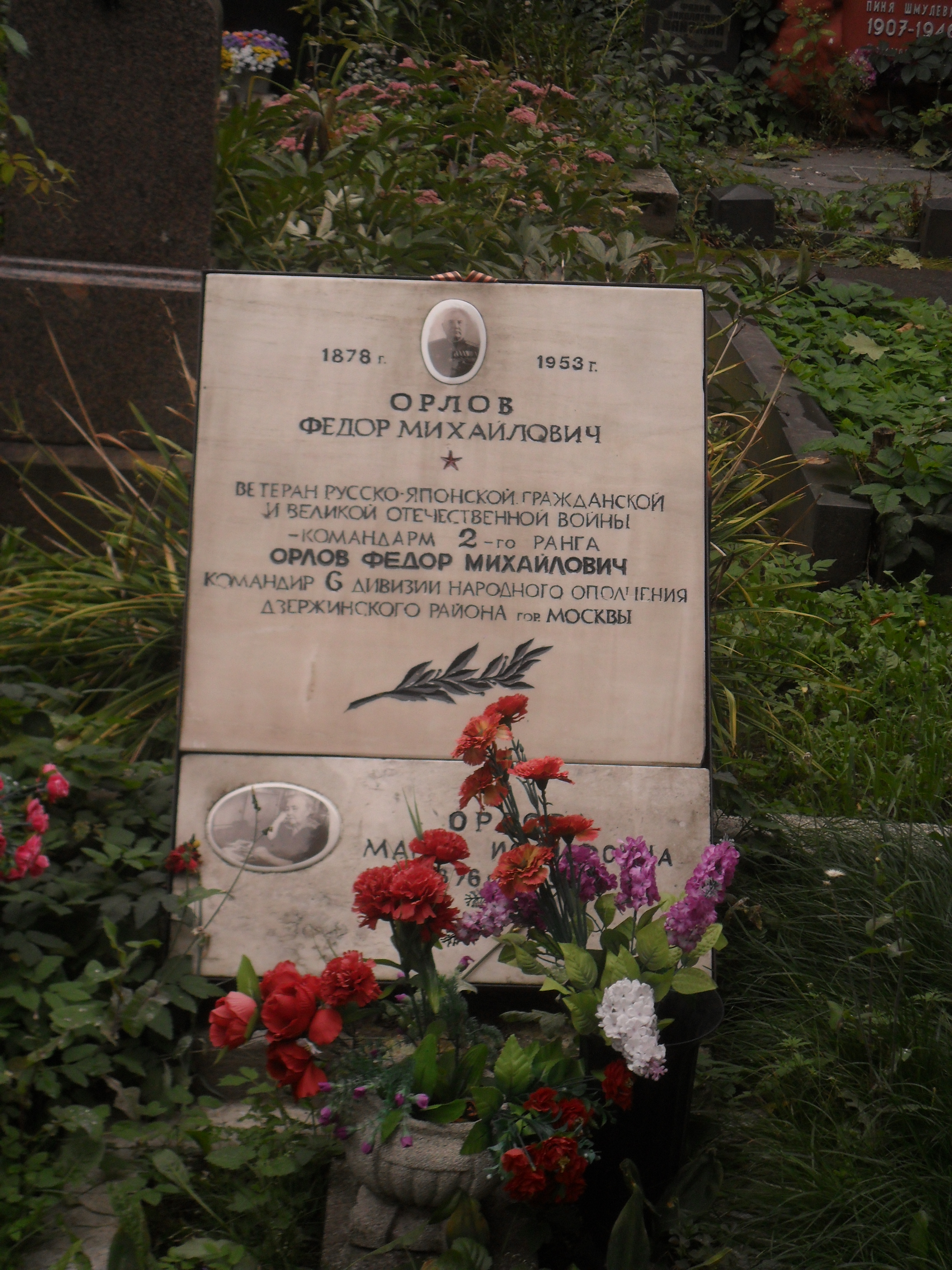
Могила Орлова на Новодевичьем кладбище Москвы.

По приказу командующего Западным фронтом участвовал в организации сбора и повторного формирования 160-й стрелковой дивизии, которую возглавил 25 октября 1941 года. В январе 1942 года дивизия наступала в составе 33-й армии. Части дивизии под руководством комдива Орлова к 16 января завершили армейскую операцию по освобождению Боровского района, а 17—19 января внесли свой вклад в освобождение Вереи. При стремительном захвате деревень и сел Боровского и Верейского районов военнослужащие 160-й стрелковой дивизии спасли от гибели более 700 человек местных жителей, которых оккупанты планировали к уничтожению.
29 января 1942 года в районе населенного пункта Гриденки Калужской области Орлов в результате налета немецкой авиации получил очередное ранение. Но уже в августе 1942 года опять вернулся в строй. 8 октября 1942 года приказом НКО № 06254 Фёдору Михайловичу присвоено воинское звание полковник. Состоял в распоряжении Военного Совета Западного фронта. С сентября 1944 года начальник военного отдела Главного управления учебных заведений наркомата лесной промышленности, затем начальник отдела военной подготовки того же управления министерства лесной промышленности. В октябре 1946 года полковник Орлов был уволен с военной службы в отставку по возрасту.
Проживал в Москве. Умер 28 декабря 1953 года. Похоронен на Новодевичьем кладбище Москвы.

## Семья
Жена

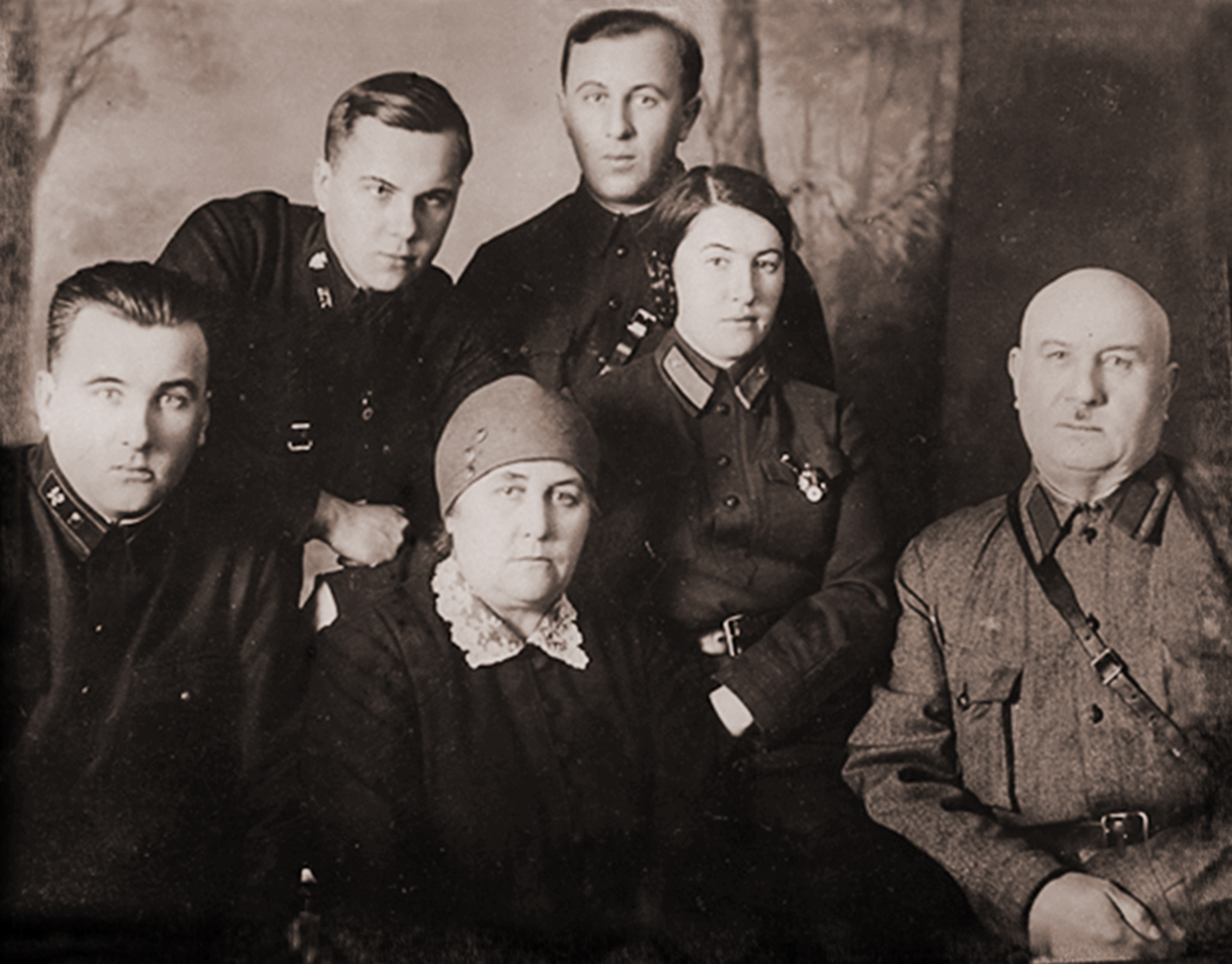
Семья Ф. М. Орлова. Слева направо, сидят: Владимир, Мария Иосифовна, Федор Михайлович; стоят: Василий, Евгений и Мария

Фёдор Михайлович женился в 1903 году на Марии Иосифовне. Вместе с мужем Мария Иосифовна прошла весь его служебный путь.
Славная история этой семьи типична для многих тысяч советских людей. В боях с немецко-фашистскими захватчиками участвовали муж и четверо детей Марии Иосифовны. 54-летний глава семьи Федор Михайлович Орлов, в прошлом командарм 2-го ранга, командовал дивизией народного ополчения в боях под Москвой. Старший сын Орловых Владимир — начальник штаба полка, сражался с врагом под Ленинградом и погиб как герой. Василий Федорович, о котором говорилось на страницах этой книги, командовал механизированным корпусом в нашей армии, а Евгений — ротой противотанковых ружей. Не отставала от них и сестра Мария. Она воевала в составе женского полка ночных бомбардировщиков.Д. Д. Лелюшенко. Москва — Сталинград — Берлин — Прага . Записки командарма

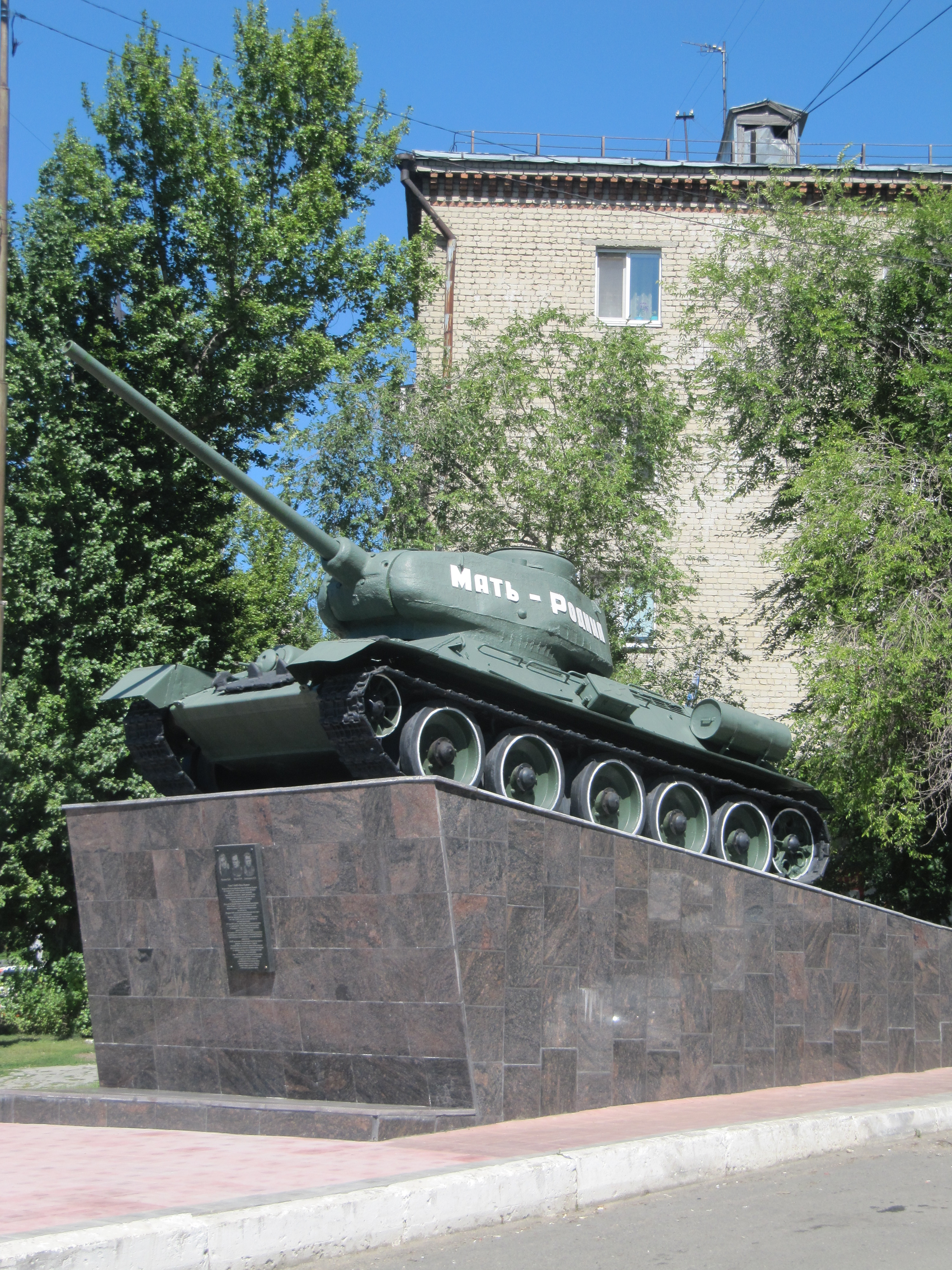
Танк Т-34-85 «Мать-Родина», ул. Танкистов, Саратов

Мария Иосифовна была инициатором постройки на средства своей семьи танка Т-34. Танк получил название «Мать-Родина». На это пошли все сбережения, в том числе золотой портсигар — именная награда Фёдора Михайловича. По просьбе Марии Иосифовны боевая машина была направлена в часть, где служил её младший сын Василий. В марте 1945 года танк был передан лучшему экипажу 126-го танкового полка 17-й гвардейской мехбригады. Экипаж танка за время войны уничтожил 17 вражеских орудий, 9 танков, 18 автомашин. В 1965 году танк был установлен на постаменте в 81-м гвардейском мотострелковом полку, дислоцированным на то время в немецком городе Эберсвальде. В 1998 году, после вывода Западной группы войск из Германии, танк перевезли в Саратов и установили на улице Танкистов.
В 1965 году, в дни 20-й годовщины Победы над гитлеровской Германией, Мария Иосифовна Орлова за самоотверженную патриотическую деятельность в период гражданской и Великой Отечественной войн была награждена орденом Отечественной войны I степени. Умерла Мария Иосифовна в 1969 году. Похоронена в Москве на Новодевичьем кладбище рядом с мужем, дочерью и сыном Василием.
Дети
Владимир Фёдорович, старший сын. Капитан, начальник штаба стрелкового полка. Погиб в боях под Ленинградом.
Евгений Фёдорович (род. 28.01.1909). В РККА с 1930 года. Гвардии капитан, командир роты противотанковых ружей. За боевые подвиги награждён орденом Красного Знамени, двумя орденами Отечественной войны I степени, медалями за взятие Берлина и Праги.
Василий Фёдорович (15.01.1916 — 19.03.1945). В РККА с 1933 года. Гвардии полковник, командир 6-го гвардейского механизированного корпуса. Погиб на фронте. Посмертно присвоено звание Героя Советского Союза.
Дочь Мария Фёдоровна (род. 30.07.1914). В РККА с 1933 года. Инженер-подполковник, в 1941—1942 гг. воевала в легендарном 587 бомбардировочном авиаполку под командованием М. М. Расковой.

## Воинские чины, звания и служебные категории
В 1900 году после окончания учебной команды Лейб-гвардии Уланского полка получил звание унтер-офицера. В качестве взводного унтер-офицера 23-й артиллерийской бригады воевал в период Русско-японской войны. В Первую мировую войну в марте 1915 года зачислен унтер-офицером в запасной кавалерийский эскадрон в Новгороде. С мая воевал на Северном фронте в должности командира разведывательного взвода Гвардейского Уланского полка.
В Красной армии с отменой персональных воинских званий прошел все служебные категории красного командира РККА до самой высшей К-14. В 1920—1924 гг. занимал должности командующего Украинской запасной армией, командующего Харьковским военным округом, помощника (заместителя) командующего войсками Украины и Крыма. В личном деле Фёдора Михайловича Орлова отмечено, что «в 1928 году был демобилизован по болезни в звании командарма 2-го ранга».
В июне 1935 года, с начала периода введения персональных воинских званий в РККА, тяжело заболел. Справочник Министерства обороны РФ «Великая Отечественная. Комдивы» указывает на воинское звание Ф. М. Орлова на начало Великой Отечественной война как «командарм 2-го ранга запаса». В боевых документах штаба 160-й стрелковой дивизии, приказах 33-й армии, Указе Президиума Верховного Совета о награждении звание Орлова указано как «командарм 2-го ранга».

После лечения от тяжелого ранения в период нахождения в распоряжении Военного совета Западного фронта состоялась кадровая переаттестация и приказом наркома обороны от 08.10.1942 г. Фёдору Михайловичу присвоено воинское звание полковник.

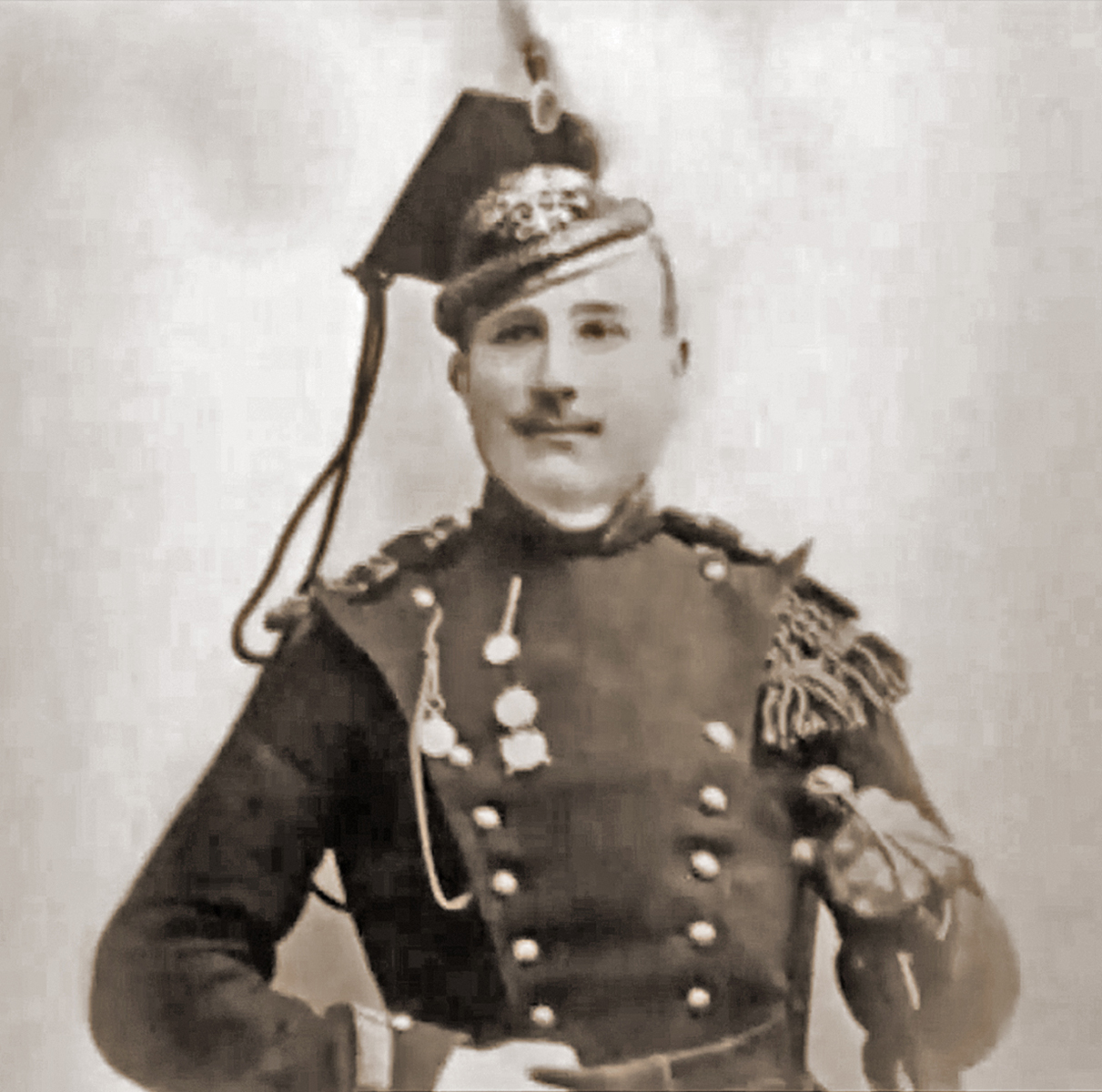
Федор Орлов (Циунчик) во время службы в  Уланском  полку, около 1905 г.
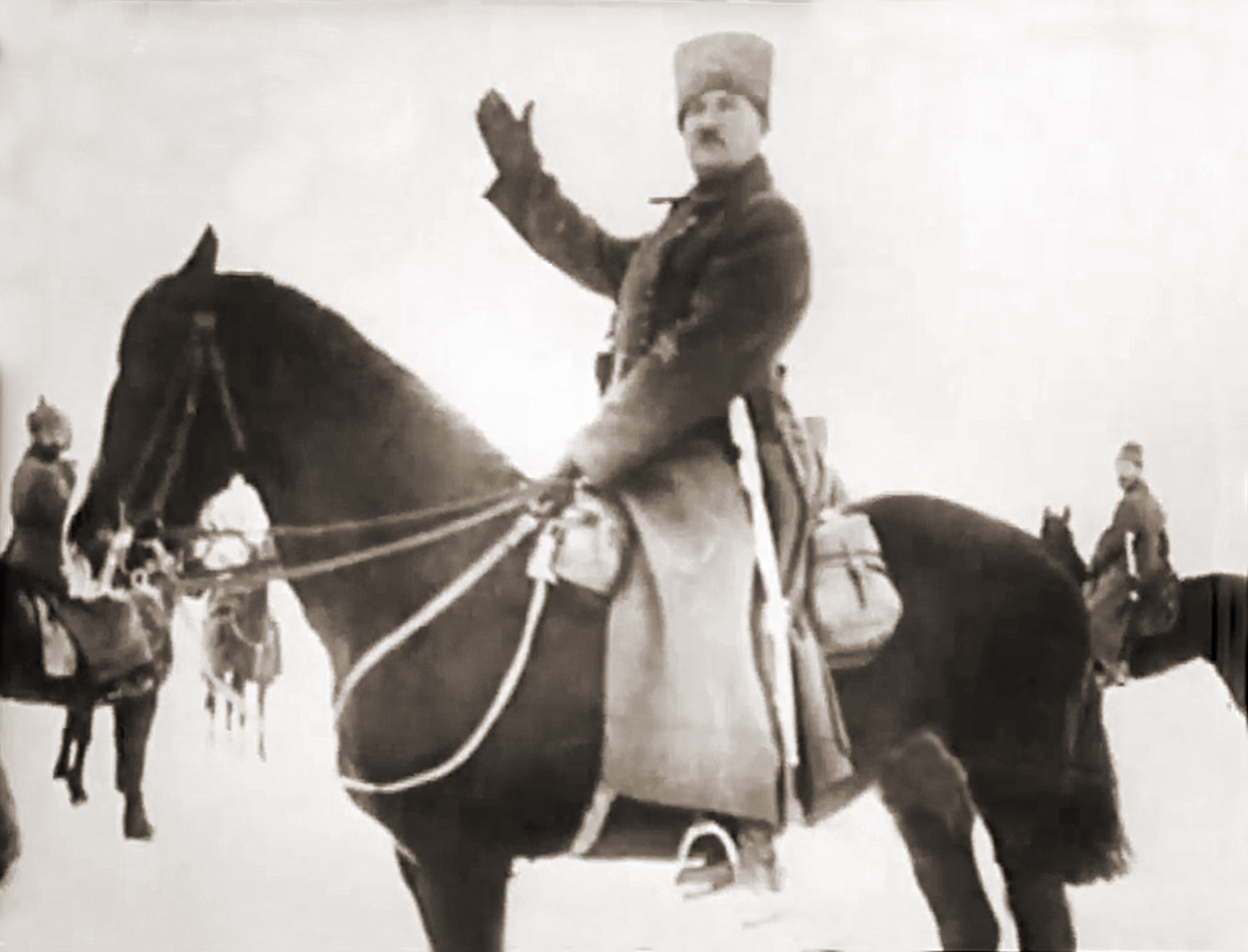
Командарм Орлов в Гражданскую войну, около 1921 г.
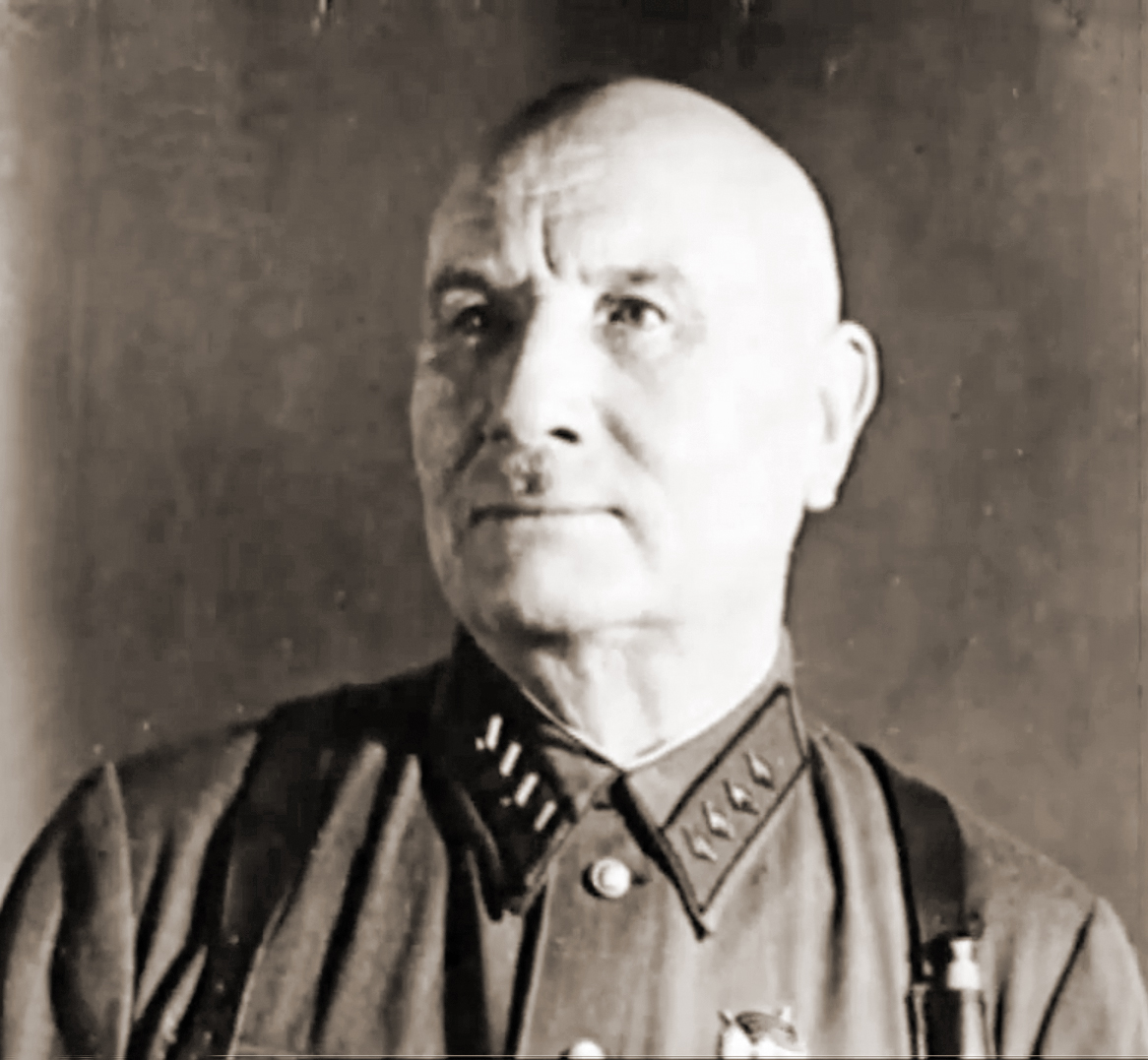
Командарм Орлов, на петлицах знаки различия командира РККА высшей служебной категории К-14, около 1925 г.
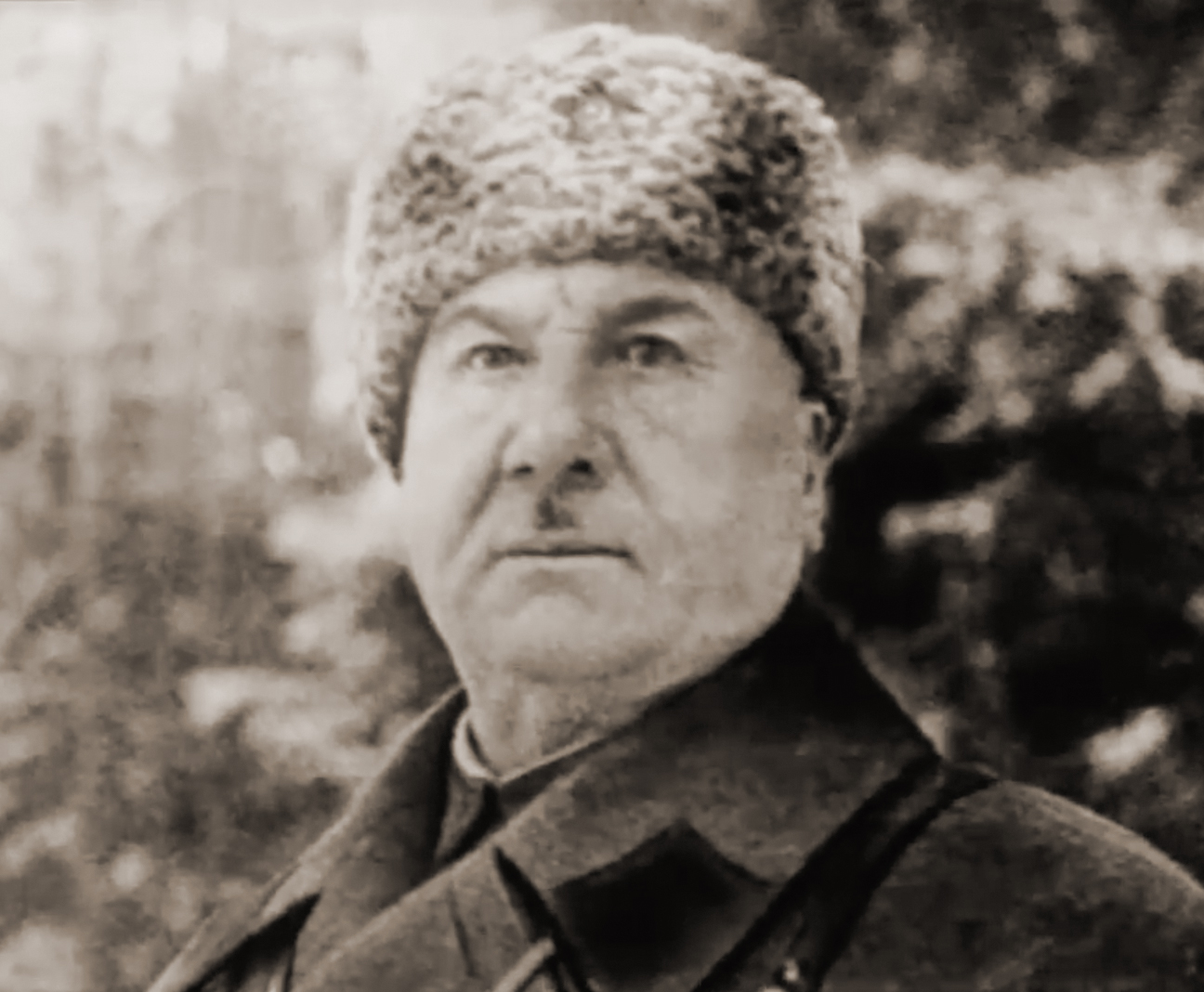
Командир 160-й стрелковой дивизии Ф. М. Орлов, зима 1941-1942 гг.

## Награды
- Орден Ленина (1946)[33].
- Три ордена Красного Знамени (6.11.1920, 12.04.1942[32][34], 3.11.1944[35][36]).

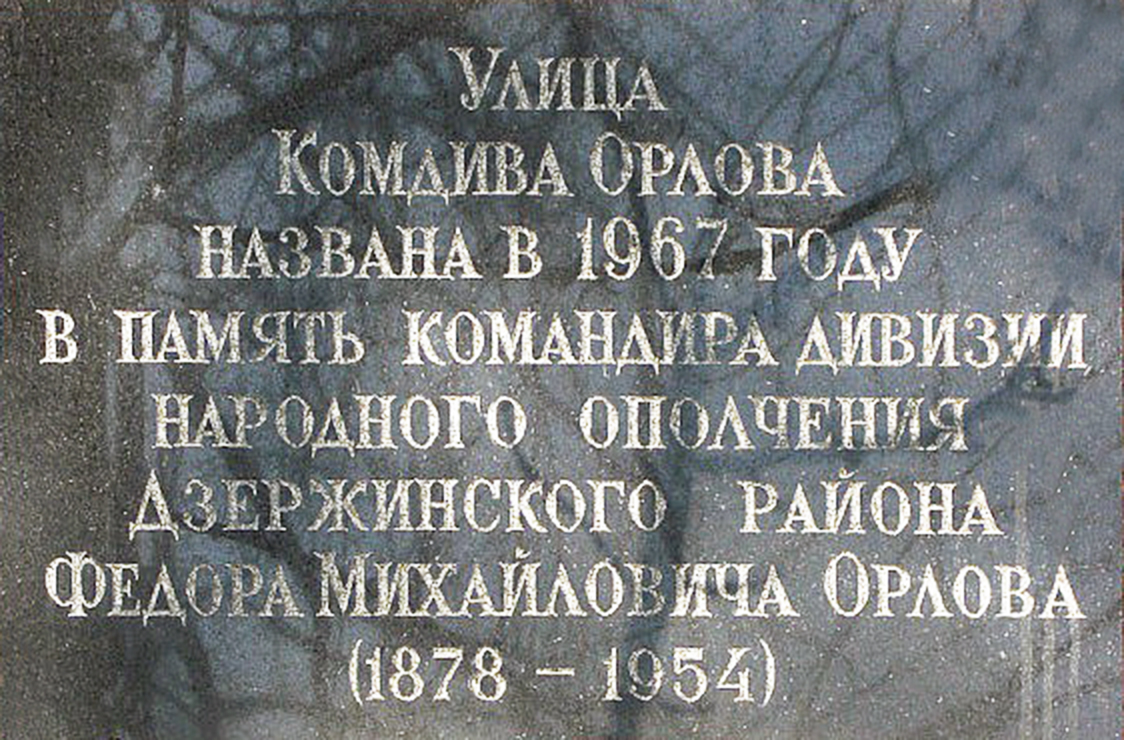

- Орден Отечественной войны 1-й степени (29.09.1943[37]).
- Юбилейная медаль «XX лет Рабоче-Крестьянской Красной Армии»[38].
- Медаль «За оборону Москвы»[38].
- Медаль «За победу над Германией в Великой Отечественной войне 1941—1945 гг.»[38].
- Дважды награждён именным холодным оружием: серебряная шашка и почётная золотая шашка с камнями туземного образца[19].

## Память
- Именем Фёдора Михайловича Орлова названа улица в Москве.
- В память о героической семье Циунчик-Орловых названа улица в агрогородке Пограничный Белоруссии[39].
- О легендарной судьбе Фёдора Михайловича Орлова и членов его семьи снят документальный фильм «Солдаты Орловы»[40]